# Ronan Pichery
 (avril 2017).
Si vous disposez d'ouvrages ou d'articles de référence ou si vous connaissez des sites web de qualité traitant du thème abordé ici, merci de compléter l'article en donnant les références utiles à sa vérifiabilité et en les liant à la section « Notes et références ».
Ronan Pichery, à l'état-civil René Cruchon (né à Combourg le 31 juillet 1891 et mort à Rennes le 13 septembre 1963), est un poète et romancier breton.
Il fait partie d'un mouvement néo-druidique sous l'hagionyme Abroc'hell. Il a dirigé, depuis Rennes, les éditions du Cercle de Brocéliande, ainsi qu'un recueil breton indépendant de littérature et d'art : Fontaines de Brocéliande (1947-1962, 61 numéros), où signaient Yves Le Diberder, Alain Guel, Ronan Pichery, Youenn Drezen, Robert Audic.

## Publications
- Le Parisien ; sortilège à Combourg (roman) ; Rennes, Cercle de Brocéliande, 1946.
- Les Amours & les Songes ; Rennes, Cercle de Brocéliande, 1952.
- Le Parlement de Bretagne ; Rennes, Cercle de Brocéliande, 1954.